# Robert Lipton
Robert Lipton (* 20. November 1943 in New York City, New York) ist ein US-amerikanischer Schauspieler.

## Leben
Der ältere Bruder von Peggy Lipton begann seine Karriere Mitte der 1960er Jahre zunächst mit kleineren Gastrollen in Fernsehserien. 1968 hatte er an der Seite seiner Schwester sein Spielfilmdebüt im Western Inferno am Fluß mit Terence Stamp und Karl Malden in den Hauptrollen. Im selben Jahr spielte er eine winzige Rolle in Bullitt. Eine weitere nennenswerte Filmrolle hatte er 1969 im Filmdrama Blutige Spur; danach spielte er fast nur noch für das US-amerikanische Fernsehen. Eine Ausnahme hiervon stellte der in Israel produzierte Italowestern Der Colt Gottes mit Lee van Cleef und Jack Palance dar, in dem er noch einmal eine größere Rolle ausfüllte. Im Fernsehen war er jedoch über Jahrzehnte ein gut gebuchter Gaststar, der in vielen erfolgreichen Serienformaten auftrat.
Lipton war zwischen 1983 und 1988 mit der Schauspielerin Marie Masters verheiratet und hat keine Kinder. Er ist der Onkel der Schauspielerinnen Kidada Jones und Rashida Jones, Töchter aus der Ehe seiner Schwester mit Quincy Jones.

## Filmografie (Auswahl)

### Fernsehen
- 1965: Die Seaview – In geheimer Mission (Voyage to the bottom of the sea)
- 1970: Der Chef (Ironside)
- 1970: Die Leute von der Shiloh Ranch (The Virginian)
- 1975: Matt Helm
- 1977: Baretta
- 1977: Drei Engel für Charlie (Charlie’s Angels)
- 1985: Agentin mit Herz (Scarecrow and Mrs. King)
- 1985–1989: Mord ist ihr Hobby (Murder, She Wrote, 3 Folgen)
- 1985: Street Hawk
- 1986: Ein Engel auf Erden (Highway to Heaven)
- 1987: 21 Jump Street – Tatort Klassenzimmer (21 Jump Street)
- 1993: L.A. Law – Staranwälte, Tricks, Prozesse (L.A. Law)
- 1995: Melrose Place
- 1996: Walker, Texas Ranger
- 1999: Akte X – Die unheimlichen Fälle des FBI (The X-Files)
- 2000: Für alle Fälle Amy (Judging Amy)
- 2001: JAG – Im Auftrag der Ehre (JAG)
- 2001: Practice – Die Anwälte (The Practice)
- 2002: The District – Einsatz in Washington (The District)
- 2004: Without a Trace – Spurlos verschwunden (Without a Trace)

### Film
- 1968: Inferno am Fluß (Blue)
- 1968: Bullitt
- 1969: Blutige Spur (Tell Them Willie Boy Is Here)
- 1976: Der Colt Gottes (Ekdach Haelohim)
- 1978: F.I.S.T. – Ein Mann geht seinen Weg (F.I.S.T.)
- 1990: Stirb langsam 2 (Die Hard 2: Die Harder)